# Mándity Mihály
Mándity Mihály, bunyevácul Mijo Mandić (Katymár, 1857. szeptember 12. – Szabadka 1945. január 9.) bunyevác újságíró, tanár és irodalmár.

## Életrajza
Szegény parasztcsaládban született Katymáron. Az általános iskolát szülőfalujában, a középiskolát Kalocsán végezte el, ahol Antunovich János volt a tanára. 1873-ban beiratkozott a tanári iskolába. 1876-ban tanár lett Bogyánban.
1878. augusztus 18-án Garára költözött, ahol a bunyevác iskolában tanár lett. Hamarosan megalapította a Bunyevác Olvasókört. A faluban ismerte meg Pavka Karagityot, aki a felesége lett 1881-ben. 1880-ban kiadta a Természetrajz, természetvédelem és szavak kötetet ill. a Földrajz, történelem kötetet. Mándity Mihály kezdetben szerkesztője és írója volt a Neven folyóiratnak, amelyet  indították Baján. 1883-ban kiadta a bunyevác-magyar és a magyar-bunyevác szótárakat, amelyek 10 ezer szót tartalmaztak. Ugyanebben az évben meghalt a felesége és gyermeke. Ezután hazaköltözött szülőfalujába. Még ebben az évben megalapította a Bunyevác-sokác Danica kalendáriumot.
Katymáron 1883. április 3-án kezdett el tanítani. Szabadidejében szerkesztette a Neven című bunyevác újságot, amelyet Baján nyomtattak. Az első számot 1884. január 15-én adták ki latin betűkkel i-ző nyelvjárásban. 1892-ben Szabadkára költözött. Itt szerkesztője lett a magyar nyelvű Szabadka és Vidéke című újságnak. Ezenkívül még a Subotička Danica újság írója is volt. 1913-ban több irodalmárral magániskolát nyitottak horvát nyelvű gyermekek számára a városban. Az első világháború után a szerb hadsereg 1918. november 13-án vonult be Szabadkára. Ekkor lett Mándity Mihály a szabadkai tanácsban az iskolai tanácsnok és felügyelő. 1923-ban nyugdíjba vonult és a városi könyvtár és múzeum támogatója lett. 1932-ben volt e funkcióban. Egy évvel később Szabadka díszpolgára lett. 1934-ben kiadta az Igaz Bunyevác Kalendáriumot a városban.
1945. január 9-én halt meg Szabadkán, és ott is temették el.

## Műve
- Bunyevác nemesség

## Külső hivatkozások
- Matica Hrvatska